# Glyphandra biincisalis
Glyphandra biincisalis là một loài bướm đêm trong họ Crambidae.